# Велиша Мугоша
 Велиша Мугоша (Доња Горица, Подгорица, 14. април 1931 — 12. април 1978) био је био југословенски тркач на дуге стазе. Такмичио се на 5000 метара за мушкарце на Летњим олимпијским играма 1956. године за СФР Југославију. На Универзијади 1957. у Паризу завршио је на другом месту у трци на 5000 метара за мушкарце.

## Каријера
Мугоша је као младић трчао у месту свог рођења, Љешкопољу, сеоском делу приградског насеља Доња Горица у данашњој Подгорици.  Године 1949. био је победник државне јуниорске трке на 1500 метара за средњошколце у Вараждину. По завршетку средње школе, у краћем временском периоду тренирао је у неколико атлетских клубова, међу којима су Будућност, Олимпија Љубљана, Младост Загреб, АК Партизан. Након тога је прешао у АК Црвена звезда где је тренирао до краја каријере.
У Београду је био студент географије и филозофије на Универзитету у Београду док је бележио водеће резултате Југославије на 1500, 3000 и 5000 метара. Дана 1. јула 1956. истрчао је лични рекорд од 13:58,8 у трци на 5000 метара у Београду, поставши прва особа из СФР Југославије која је икада трчала на дистанци испод 14 минута. На Летњим олимпијским играма 1956. напредовао је до финала на 5000 метара за мушкарце, али је одустао од трке пошто је достигао светски рекорд.
Крајем 1950-их отпутовао је у Сједињене Државе где је трчао неколико трка у дворани. Дана 1. фебруара 1958. године, пред 12.445 гледалаца у Бостон Гардену, Мугоша је завршио трку у дворани на 2 миље на АА играма у Бостону на другом месту иза Дикона Џонса, који је победио за 9:01,1. Дана 22. фебруара 1958. победио је у трци на 3 миље у дворани за мушкарце на ААУ шампионату у дворани у времену 13:54,2.